# Raymond Manevy
Raymond Manevy (Raymond Nestor Manevy), né le 3 juillet 1895 à Gy-l'Evêque (Yonne) et mort le 18 avril 1961 à Genève (Suisse), est un journaliste, rédacteur en chef de plusieurs journaux, historien de la presse.

## Biographie
Le père de Raymond Manevy est Victor Abel Manevy, agent de police à Paris, sa mère, Isabelle Lamy, n'exerce pas de profession. Il est bachelier en philosophie. En 1913 il crée un groupe d'action "les forgerons" destiné à faire connaître les jeunes poètes et écrivains. 
Il est mobilisé début 1915 au sein du 6e régiment de dragons.
Ses vrais débuts de journaliste sont en qualité de rédacteur au journal la France libre, de 1919 à 1921. Puis il est secrétaire de la rédaction du Peuple,  publication de la Confédération générale du travail. (1920-1930), dont il défend les orientations et les propositions. Pierre Lazareff est recruté au journal ; des liens d'amitiés se nouent entre eux et ils travailleront très longtemps ensemble. Raymond Manevy est rédacteur en chef du premier quotidien national français, le journal Paris-Soir de 1931 à 1943, date du sabordage : en 1940 les Allemands tentent de maintenir la parution de Paris Soir mais Jean Prouvost se replie dans la zone sud pour maintenir le vrai Paris-soir grâce à Raymond Manevy, à Hervé Mille et à Gabriel Perreux. Le journal est d'abord imprimé à Clermont-Ferrand puis à Lyon. Lorsque les Allemands envahissent la zone sud ils organisent le sabotage du journal, le 12 novembre 1942. Ses contacts à Lyon avec les réseaux de résistance le conduisent à devenir rédacteur en chef de Libération (1944-1948).
Raymond Manevy a assumé des fonctions  de formateurs de journalistes dans lesquelles il apparaît comme un novateur, ainsi qu'en témoigne la critique du livre L'évolution des formules de présentation de la presse, parue dans le journal Le Monde "M. Raymond Manevy vient de publier les conférences qu'il a faites il y a un an à l'école Estienne sur l'histoire des journaux. L'histoire de leur vêtement; ce cours s'adressait à des élèves journalistes, et M. Manevy est l'un des meilleurs inventeurs de mise en page d'aujourd'hui. J'allais écrire l'un des meilleurs metteurs en page, mais on donne maintenant ce titre au typographe qui place le plomb dans les formes sur l'indication du secrétaire de rédaction. Cette histoire du vêtement des journaux est aussi celle de leur contenu. La forme commande ici le corps. Au journal d'apparence grise répond une pensée sévère, et si l'on veut répandre des nouvelles plus communes elles doivent s'habiller d'un costume plus voyant. On finit de lire M. Manevy dans un curieux sentiment d'optimisme. Il vient de la constatation que l'on n'empêche pas le monde de changer, que ce changement n'est pas fatalement mauvais, qu'il obéit à une loi générale".
Raymond Manevy est membre du Conseil National des Journalistes et il prend une part active à la création du Centre de formation des journalistes (CFJ), le 11 juillet 1946, dont il est élu président en 1950. Les propos de Raymond Manery témoigne que cette création n'est pas bien accueillie par la profession : "Contrairement à ce qu'on pourrait imaginer, la naissance du Centre de formation des journalistes ne fut pas saluée dans la profession avec beaucoup d'enthousiasme. Elle suscita plus de ricanements que d'approbations. Le but que nous nous proposions : servir à la fois les journalistes et le journalisme en substituant au régime du hasard et de la recommandation un système rationnel basé sur le contrôle des aptitudes et des connaissances, ne fut généralement pas compris. Que de fois nous a-t-on dit dans les salles de rédaction : Rochefort, Jules Vallès, Séverine, Clemenceau ne sortaient pas d'une école de journalisme... Et que de fois avons-nous répondu : "Plantin, Elzévir, Garamond, Didot... et Estienne ne sortaient pas de l'École Estienne. Est-ce une raison pour envisager la suppression de celle-ci ?" De toutes les batailles que nous avons menées, celle-là, croyez-moi, fut la plus pénible".
Marié en 1929 à Paris à Gabrielle Jean-Baptiste (1) dont le père, maçon à Paris, était originaire de la commune de Jalesches, département de la Creuse. De cette union naîtra leur fils  Alain (1930-2019), son épouse ayant deux enfants d'un premier mariage: Jean Vandeputte, dit Jean V-Manevy (1920-2001) et Pierre Vandeputte, dit Pierre V-Manevy (1924-1980) (2). Sources de M Bernard Héraud: (1) AD. État-civil Paris XVII, N 1900 V4E10217 acte 2894 - (2) Dictionnaire bio-bibliographique des auteurs du pays creusois 1964-1976 par M Amédée Cariat, et geneanet. et ref>Henri Temerson Biographies des principapels personnalités décédées au cours de l'année 1961  éd.  Chez l'auteur Paris 1962.

### Décorations
Il est Chevalier de la légion d'honneur par décret du 11 juillet 1933 puis officier le 10 mars 1848  (remise par Louis Martin-Chauffier)

## Publications
- Un homme du peuple sous la Révolution, collaboration avec Roger Vailland (1907-1965), 187 p. édité successivement en 1937 dans Le Peuple, en 1947, éd. Corréa, et en 1979, Gallimard.
- De la Constituante à la constitution, éditions du Chêne, 1945, 32 p.
- L'Évolution des formules de présentation de la presse quotidienne (notes de cours), éditions Estienne, 1956, 106 p.
- Histoire de la presse, 1914 à 1939, éditions Corrêa, 1945, 360 p.
- La Presse de la IIIe République, éditions J. Foret, 1955, 255 p.
- La Révolution et la liberté de la presse, éditions Estienne, 1964, 112 p.
- Sous les plis du drapeau noir (en collaboration avec Philippe Diole), éditions Domat, 1949, 147 p.
- La presse française de Renaudot à Rochefort, documentation recueillie par Gabrielle Manevy, Paris, J. Foret.